# U-19-Fußball-Europameisterschaft 2004
Die 20. U-19-Fußball-Europameisterschaft wurde in der Zeit vom 13. bis 24. Juli 2004 in der Schweiz ausgetragen. Sieger wurde Spanien durch einen 1:0-Sieg über die Türkei. Deutschland schied ebenso wie Titelverteidiger Italien als Gruppendritter nach der Vorrunde aus, die gastgebende Mannschaft kam in das Halbfinale, Österreich konnte sich nicht qualifizieren. 

## Modus
Die acht qualifizierten Mannschaften werden auf zwei Gruppen zu je vier Mannschaften aufgeteilt. Innerhalb der Gruppen spielt jede Mannschaft einmal gegen jede andere. Die zwei Gruppenersten bestreiten das Halbfinale. Die Halbfinalsieger erreichen das Endspiel. Neben den Halbfinalisten qualifizierten sich auch die Gruppendritten für die Junioren-Fußballweltmeisterschaft 2005.

## Teilnehmer
Am Turnier nahmen folgende Mannschaften teil:
- Belgien: Glenn Verbauwhede, Antony Spinosa, Nico Van Der Linden, Thomas Vermaelen, Nicolas Lombaerts, Dickson Agyeman, Jonathan Legear, Jurgen Raeymaeckers, Björn Vleminckx, Faris Haroun, Luwamo Garcia, Olivier Werner, Michael Lacroix, Jan Wuytens, Gregory Rondeux, Killian Overmeire, Prince Asubonteng, Stijn De Smet – Teamchef: Marc Van Geersom.
- Deutschland: René Adler (Bayer 04 Leverkusen), Marcell Jansen (Borussia Mönchengladbach), Michael Stegmayer (FC Bayern München), Marvin Matip (VfL Bochum), Nicky Adler (TSV 1860 München), Stephan Bork (FC Schalke 04), Paul Thomik (FC Bayern München), Andreas Ottl (FC Bayern München), Mario Gómez (VfB Stuttgart), Michael Delura (FC Schalke 04), Christian Gentner (VfB Stuttgart), Florian Fromlowitz (1. FC Kaiserslautern), Raphael Schaschko (VfB Stuttgart), Oliver Hampel (Hamburger SV), Enis Alushi (1. FC Köln), Lukas Sinkiewicz (1. FC Köln), Alexander Huber (Eintracht Frankfurt), Ashkan Dejagah (Hertha BSC) – Teamchef: Dieter Eilts.
- Italien (Titelverteidiger): Emiliano Viviano, Devis Nossa, Francesco Battaglia, Antonio Nocerino, Michele Canini, Andrea Coda, Cristian Antonio Agnelli, Daniele Galloppa, Andrea Alberti, Riccardo Montolivo, Tonino Sorrentino, Gianluca Curci, Andrea Masiello, Matteo Teoldo, Lorenzo Carotti, Simone Bentivoglio, Liborio Bongiovanni, Riccardo Meggiorini – Teamchef: Paolo Berrettini.
- Polen: Łukasz Fabiański, Piotr Celeban, Grzegorz Bartczak, Klaudiusz Latkowski, Sebastian Madera, Marcin Tarnowski, Tomasz Szczepan, Marcin Smolinski, Marcin Kowalczyk, Sławomir Peszko, Łukasz Piszczek, Marcin Juszczyk, Piotr Stawowy, Lukasz Zyrkowski, Gregorz Szymanek, Jakub Błaszczykowski, Lukasz Jasinski, Michal Ilkow – Teamchef: Andrzej Zamilski.
- Schweiz (Ausrichter): Swen König, Stefan Iten, Arnaud Bühler, Johan Djourou, Veroljub Salatić, Blerim Džemaili, Valon Behrami, Reto Ziegler, Goran Antic, Fabrizio Zambrella, Slaviša Dugić, Diego Würmli, Henry Siqueira-Barras, Sandro Burki, Michael Diethelm, Miloš Malenović, Guilherme Afonso, Christian Schlauri – Teamchef: Pierre-André Schürmann.
- Spanien: Biel Ribas, Sergio Ramos, Javier Garrido, Alexis, Fernando Amorebieta, Iñaki Bergara, Juanfran Torres, Borja Valero, Roberto Soldado, Víctor Casadesús, David Silva, Francisco Javier Chica, Manuel Fernández Muñiz, Miquel Robusté, Raúl Albiol, Rubén de la Red, Joan Tomás Campasol, Jaime Gavilán – Teamchef: José Ufarte.
- Türkei: Serkan Kırıntılı, Hakan Aslantaş, Orhan Şam, Mehmet Ozan Tahtaişleyen, Ergün Teber, Zafer Şakar, Olcan Adın, Sezer Öztürk, Kerim Zengin, Selçuk İnan, Ali Öztürk, Şener Özcan, Burak Yılmaz, Emre Aygün, Sinan Turan, Cafercan Aksu, Onur Çubukçu, Adnan Tugçin Kadioglu – Teamchef: Gündüz Tekin Onay.
- Ukraine: Oleksiy Prokhorov, Maksym Trussewytsch, Dmytro Tschyhrynskyj, Anatolyj Kyzuta, Oleksandr Jazenko, Serhej Roschok, Andrej Proschyn, Oleksandr Alijew, Aleksandr Stnyk, Artem Milewskyj, Oleksandr Hladkyj, Iwan Kotenko, Konstantyn Krawtschenko, Hryhorij Jarmasch, Dmytryj Worobej, Volodymyr Samborskiy, Aleksandr Maksymow, Bohdan Schust – Teamchef: Pawlo Jakowenko.

## Spielorte
Gespielt wurde in den Städten Aarau, Freiburg im Üechtland, Kriens, Lausanne und Nyon.
| Aarau |

| Lausanne |

| Kriens |

| Nyon |

| Freiburg im Üechtland |

| Aarau |

| Lausanne |

| Kriens |

| Nyon |

| Freiburg im Üechtland |

## Vorrunde

### Gruppe A
| Pl. | Land    | Sp. | S | U | N | Tore    | Diff. | Punkte |
| --- | ------- | --- | - | - | - | ------- | ----- | ------ |
| 1.  | Schweiz | 3   | 1 | 2 | 0 | 003:100 | +2    | 05     |
| 2.  | Ukraine | 3   | 1 | 2 | 0 | 001:000 | +1    | 05     |
| 3.  | Italien | 3   | 1 | 1 | 1 | 005:200 | +3    | 04     |
| 4.  | Belgien | 3   | 0 | 1 | 2 | 000:600 | −6    | 01     |

|                         |   |         |     |
| 13. Juli 2004 in Aarau  |   |         |     |
| Schweiz                 | – | Italien | 1:1 |
| 13. Juli 2004 in Kriens |   |         |     |
| Belgien                 | – | Ukraine | 0:0 |
| 15. Juli 2004 in Kriens |   |         |     |
| Italien                 | – | Ukraine | 0:1 |
| 15. Juli 2004 in Aarau  |   |         |     |
| Schweiz                 | – | Belgien | 2:0 |
| 18. Juli 2004 in Aarau  |   |         |     |
| Italien                 | – | Belgien | 4:0 |
| 18. Juli 2004 in Kriens |   |         |     |
| Ukraine                 | – | Schweiz | 0:0 |

### Gruppe B
| Pl. | Land        | Sp. | S | U | N | Tore    | Diff. | Punkte |
| --- | ----------- | --- | - | - | - | ------- | ----- | ------ |
| 1.  | Spanien     | 3   | 3 | 0 | 0 | 010:300 | +7    | 09     |
| 2.  | Türkei      | 3   | 1 | 1 | 1 | 007:700 | ±0    | 04     |
| 3.  | Deutschland | 3   | 1 | 1 | 1 | 004:500 | −1    | 04     |
| 4.  | Polen       | 3   | 0 | 0 | 3 | 005:110 | −6    | 0      |

|                           |   |             |     |
| 13. Juli 2004 in Fribourg |   |             |     |
| Deutschland               | – | Spanien     | 0:3 |
| 13. Juli 2004 in Lausanne |   |             |     |
| Polen                     | – | Türkei      | 3:4 |
| 15. Juli 2004 in Lausanne |   |             |     |
| Spanien                   | – | Türkei      | 3:2 |
| 15. Juli 2004 in Fribourg |   |             |     |
| Deutschland               | – | Polen       | 3:1 |
| 18. Juli 2004 in Fribourg |   |             |     |
| Türkei                    | – | Deutschland | 1:1 |
| 18. Juli 2004 in Lausanne |   |             |     |
| Spanien                   | – | Polen       | 4:1 |

## Finalrunde

### Halbfinale
|                           |   |         |                      |
| 21. Juli 2004 in Fribourg |   |         |                      |
| Schweiz                   | – | Türkei  | 2:3 n. V.            |
| 21. Juli 2004 in Lausanne |   |         |                      |
| Spanien                   | – | Ukraine | 2:2 n. V., 4:1 i. E. |

### Finale
|                       |   |         |     |
| 24. Juli 2004 in Nyon |   |         |     |
| Türkei                | – | Spanien | 0:1 |

## Entscheidungen
Spanien wurde zum dritten Mal U-19-Fußball-Europameister. Neben Spanien und Ausrichter Niederlande qualifizierten sich Deutschland, Italien, die Schweiz, Spanien, die Türkei und die Ukraine für die Junioren-Fußballweltmeisterschaft 2005.

## Schiedsrichter
- Gerald Lehner
- Levan Paniashvili
- Zsolt Szabó
- Alon Yefet
- Pedro Proença
- Douglas McDonald